# Myopias mandibularis
Myopias mandibularis é uma espécie de formiga do gênero Myopias, pertencente à subfamília Ponerinae.